# Psophocarpus palustris
Psophocarpus palustris là một loài thực vật có hoa trong họ Đậu. Loài này được Desv. miêu tả khoa học đầu tiên.

## Phạm vi
Psophocarpus palustris sinh sống tại các vùng nhiệt đới Châu Phi và từ Sierra Leone tới Sudan.

## Môi trường sống
Psophocarpus palustris thường sinh sống trong các vùng bụi rậm, các vùng savan, đồng cỏ ẩm ướt, các vùng đầm lấy,...